# Högby kyrkokör
Högby kyrkokör är en kör i Mjölby församling, Mjölby. Kören grundades 1940 av kantor Folke Ekholm.

## Historik
Högby kyrkokör bildades 1940 av kantor Folke Ekholm. Körens första framträdande var den 1:a advent 1940 och kören bestod då av omkring 15 sångare. Före 2010 blev kantor Margaretha Lundgren ledare för kören. 2010 firade kören 70-årsjubileum och den bestod då av 30 sångare.
Kören har framträtt i Högby kyrka och vid valborgsmässofirandet på Högby hembygdsgård.